# Szfirecsea
Szfirecsea (románul: Sfârcea) falu Romániában, Erdélyben, Fehér megyében.

## Fekvése
Az Erdélyi-érchegységben, Havasgáldtól légvonalban 5,4, közúton 12,2 km-re délnyugatra, a Kis-Gáld patak völgyében fekszik.

## Története
Szfirecsea korábban Havasgáld része volt, 1956 körül vált külön, ekkor 192 lakosa volt.
1966-ban 203, 1977-ben 131, 1992-ben 88 román lakosa volt. A 2002-es népszámláláskor pedig 63 lakosából 62 román, 1 magyar volt.